# Coronel Suárez
Coronel Suárez est un partido (arrondissement) de la province de Buenos Aires fondé en 1883 dont la capitale est Coronel Suárez.

## Démographie
La plupart des habitants sont des descendants des Allemands de la Volga.
| Population | 4.798 | 18.654   | 30.645  | 30.211 | 30.961 | 32.354 | 35.710  | 36.828 | 38.320 |
| Variation  | -     | +288,78% | +64,28% | -1,41% | +2,48% | +4,49% | +10,37% | +3,13% | +4,05% |

## Communes et localités
- Villa Arcadia

## Personnalités liées
- Carlos Medrano (1934-), footballeur argentin y est né.
- José Larralde (1937- ), chanteur et guitariste de folklore argentin.